# Christian Bannis
Christian Bannis (ur. 4 stycznia 1992) – duński piłkarz, występujący na pozycji obrońcy lub pomocnika.

## Życiorys
Występował w juniorach Odense BK. W 2011 roku został wcielony do pierwszej drużyny, ale nie rozegrał w niej ani jednego spotkania. W seniorskim zespole zadebiutował w 2012 w barwach FC Fyn. W barwach tego klubu rozegrał dwa mecze w 1. division, a w kwietniu 2013 roku został zawodnikiem Otterup B&IK. W lipcu tegoż roku przeszedł do BK Marienlyst, w barwach którego rozegrał 28 meczów w 2. division. Po roku gry został piłkarzem FC Svendborg. W 2015 roku przeszedł do Middelfart BK, po czym wrócił do FC Svendborg. W roku 2017 ponownie przeszedł do Marienlyst. W 2018 roku został piłkarzem Tarup-Paarup IF. W 2019 roku spadł z Tarup-Paarup do Danmarksserien.
Zagrał w reprezentacji Danii w meczu 5 września 2018 roku ze Słowacją. Występ Bannisa miał związek z protestem podstawowych reprezentantów kraju, którzy nie potrafili porozumieć się z DBU. Bannis rozpoczął mecz w podstawowym składzie, a w 46 minucie zmienił go Anders Hunsballe. Dania przegrała mecz 0:3.

## Statystyki ligowe
| Sezon         | Klub            | Liga           | Mecze | Gole |
| ------------- | --------------- | -------------- | ----- | ---- |
| 2011/2012     | Odense BK       | Superligaen    | 0     | 0    |
| 2012/2013     | FC Fyn          | 1. division    | 2     | 0    |
| 2012/2013 (w) | Otterup B&IK    | Danmarksserien | ?     | ?    |
| 2013/2014     | BK Marienlyst   | 2. division    | 28    | 1    |
| 2014/2015     | FC Svendborg    | 2. division    | ?     | ?    |
| 2015/2016     | Middelfart BK   | 2. division    | ?     | ?    |
| 2016/2017 (j) | FC Svendborg    | 2. division    | 8     | 0    |
| 2016/2017 (w) | Middelfart BK   | 2. division    | 14    | 0    |
| 2017/2018     | Middelfart BK   | 2. division    | 22    | 0    |
| 2018/2019     | Tarup-Paarup IF | 2. division    | 28    | 0    |
| 2019/2020     | Tarup-Paarup IF | Danmarksserien | ?     | ?    |
| 2020/2021     | Tarup-Paarup IF | Danmarksserien | ?     | ?    |